# Buchwalde (Senftenberg)

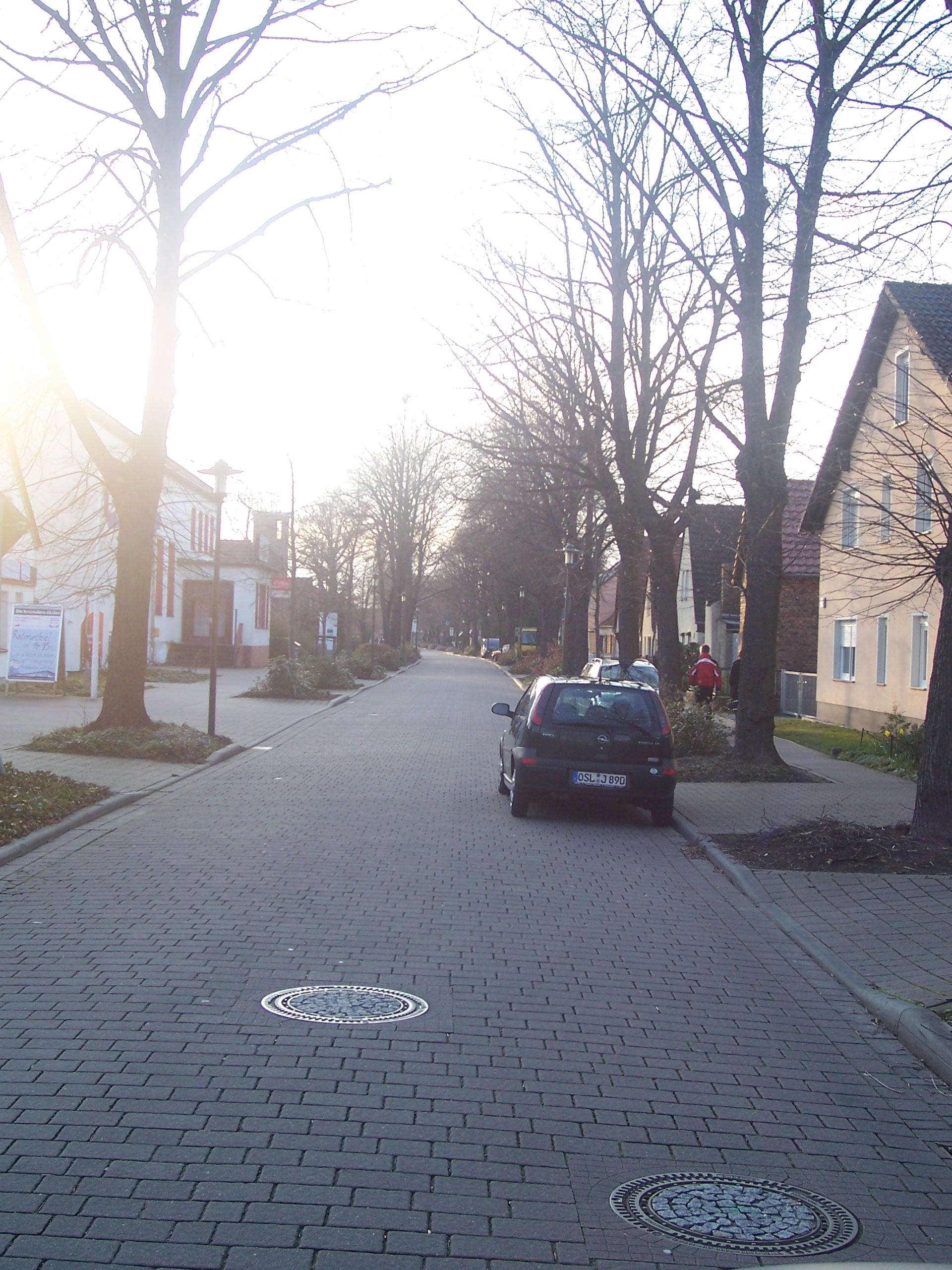
Der alte Ortskern von Buchwalde

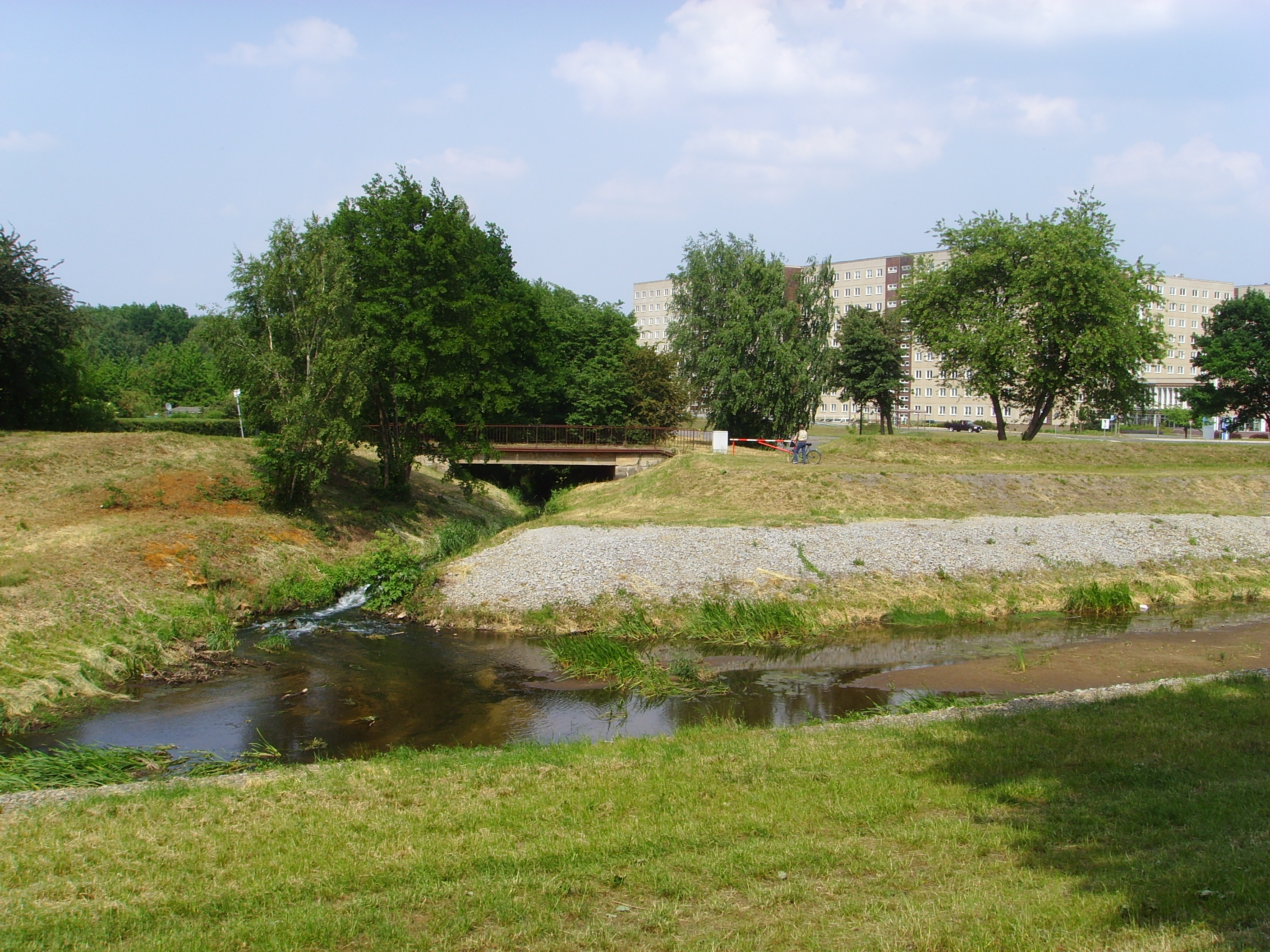
Mündung der Rainitza in die Schwarze Elster

Buchwalde (niedersorbisch Bukojna, anhörenⓘ) ist ein ehemaliges Dorf, heute Wohnplatz, im Osten der Kernstadt der brandenburgischen Kreisstadt Senftenberg im Landkreis Oberspreewald-Lausitz. Er liegt in der Niederlausitz direkt an der Schwarzen Elster und am Senftenberger See. Bei Buchwalde mündet die Rainitza in die Schwarze Elster.

## Geschichte

### Deutung und Entwicklung des Ortsnamens
Der Name Buchwalde ist abgeleitet vom sorbischen Wort für Buche buk. 1446 wurde das Dorf erstmals urkundlich unter dem Namen Buchwald erwähnt. Über Buchwalt (1474) entwickelte sich der Name zum heute bekannten Buchwalde (erste Nennung 1509).

### Chronik

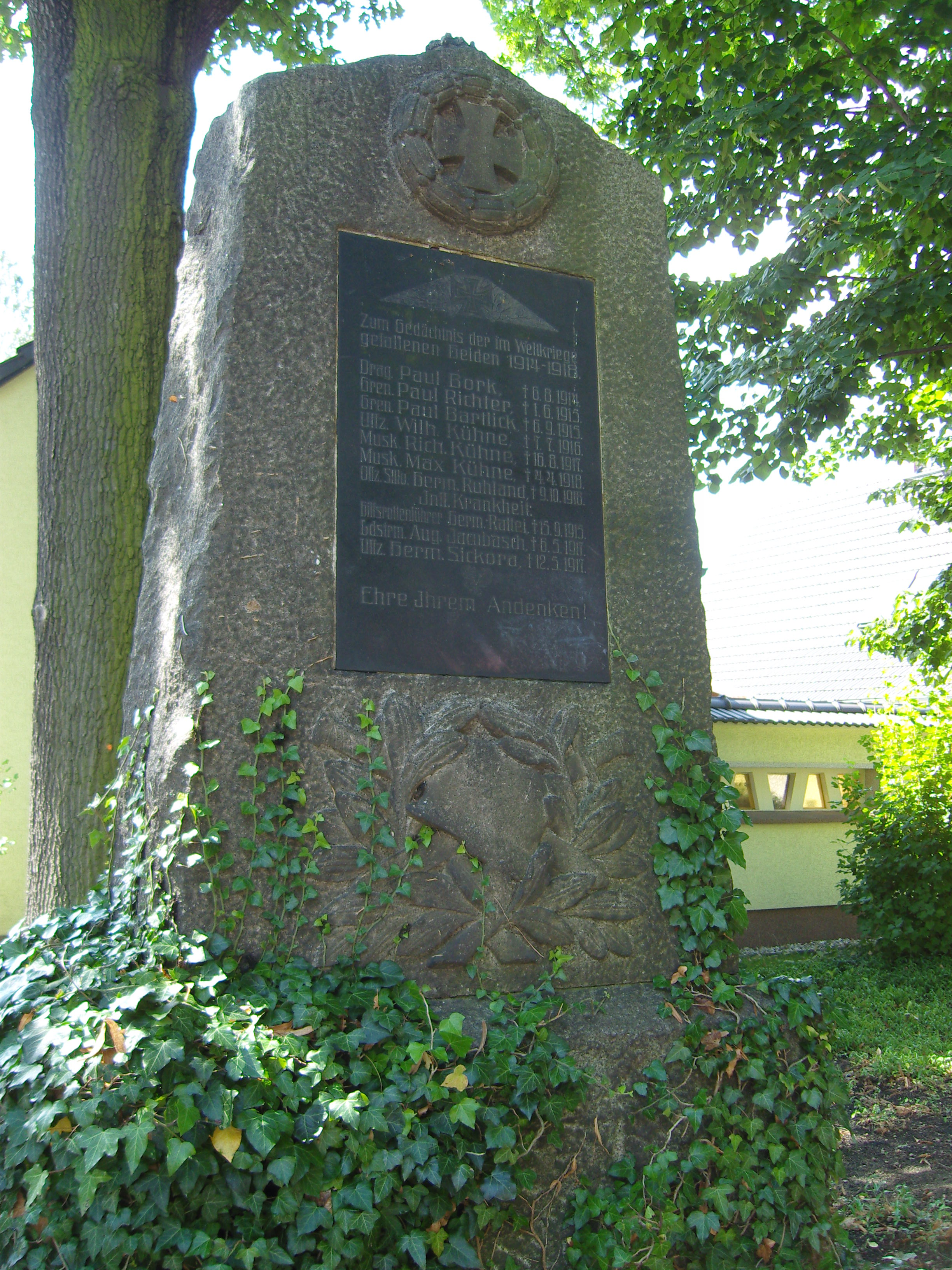
Kriegerdenkmal

Buchwalde wurde als langgestrecktes Straßendorf an einer Handelsstraße angelegt, die von Nord nach Süd den Ort durchzog.
Buchwalde gehörte zum Amt Senftenberg. In den umliegenden Armen der Schwarzen Elster betrieben die Bewohner Buchwaldes Fischfang. Diese Erträge durften sie im benachbarten Senftenberg verkaufen. Bis 1563 lebte der Fischerknecht, der das Fischwesen des Amtes Senftenberg beaufsichtigte, in Buchwalde. Die Buchwalder wurden zu Dienstarbeiten herangezogen; sie mussten Küchenholz schlagen, Getreide auf dem Schlossboden wenden, Wachdienste während der Kriegszeiten leisten und an der Schweine-, Wolfs- und Hasenjagd teilnehmen. Gemeinsam mit den Einwohnern von Jüttendorf mussten sie die Weinberge des Amtes bestellen. Das Mühlenbuch der Senftenberger Amtsmühle verzeichnete 1609 173 Personen in Buchwalde. Bis in die Mitte des 19. Jahrhunderts war Buchwalde von sumpfigem Gelände umgeben. Die Elster überflutete regelmäßig die Wiesen. Im Zuge der Separation 1850 bis 1860 wurde das sumpfige Gelände in Ackerland umgewandelt.
Da sich infolge der vielen Tagebauaufschlüsse die Wasserversorgung in der südlichen Niederlausitz verschlechterte, wurde ab Sommer 1912 ein Wasserwerk in Buchwalde gebaut, das das Niederlausitzer Braunkohlegebiet mit Trinkwasser versorgen sollte. Durch den 1940 aufgeschlossenen Tagebau Niemtsch wurde der Flugplatz in Buchwalde abgebaggert. Am 1. Juli 1950 wurde der Ort nach Senftenberg eingemeindet. 1994 erfolgte der erste Spatenstich für den Ausbau der Eigenheimsiedlung in Buchwalde.
An der Buchwalder Straße im alten Dorfkern befindet sich ein Denkmal für Gefallene des Ersten Weltkriegs. Ein Adler, der es bekrönte, ging verloren.

### Bevölkerungsentwicklung
| 1609 | 173 |
| 1875 | 280 |
| 1890 | 296 |
| 1910 | 341 |
| 1925 | 334 |
| 1933 | 352 |
| 1946 | 424 |